# رسول رضا
رسول رضا (زادهٔ ۱۹۱۰ گوی‌چای -- درگذشت ۱۹۸۱ باکو) شاعر معروف آذربایجانی و همراه با صمد وورغون و میکائیل مشفق یکی از بنیانگذاران سبک جدید شعر در جمهوری آذربایجان محسوب میشود. 
رسول رضا نخستین شعرش را ۱۹۲۷ منتشر کرد. محتوی آثار اولیه او در مورد مبارزه جهانی علیه فاشیسم و استعمار بود. در طی جنگ جهانی دوم او بعنوان گزارشگر خدمت می‌کرد. بعد از جنگ، ملاحظات فلسفی در کارهای او پر رنگتر شد. 

## خانواده
رسول رضا با نگار رفیع‌بیگلی، شاعر نامدار و یکی از پیشرو های شعر و ادبیّات جمهوری آذربایجان، ازدواج کرد. حاصل این ازدواج سه فرزند بود. نام آورترین فرزندشان، نویسنده ی توانا و نام آشنا، آنار رضا یئو (Anar) صدر کانون نویسندگان جمهوری آذربایجان است.

## نمونه‌ای از سروده‌ها
نمونه‌ای از سروده‌های رسول رضا، با عنوان منده اختیار اولسا، را می‌آوریم. ترجمه از وبلاگ شهربانو قایا قیزی است.
| من ایسته‌ییرم:                             |  | من می خواهم:                                       |
| من ایستیرم بولودلار آغلاسین               |  | من می خواهم ابرها گریه کنند                        |
| اوشاقلار آغلاماسین                        |  | اما کودکان گریه نکنند                              |
| آنالی یا آتاسیز                           |  | با مادر یا بی مادر                                 |
| من ایسته‌ییرم:                             |  | من می خواهم:                                       |
| گوللر آچیلسین                             |  | من می خواهم گلها باز شوند                          |
| گوله لر آچیلماسین                         |  | اما گلوله ها نه                                    |
| آمانلی یا آمانسیز                         |  | تک تیر یا با رگبار                                 |
| من ایستیرم قاپیلار قاپانماسین             |  | من می خواهم درها بسته نشوند                        |
| سویوق اولاندا هاوا                        |  | وقتی هوا سرد است                                   |
| گؤزلر قاپانماسین                          |  | چشمها بسته نشوند                                   |
| سؤزلر قاپانماسین                          |  | حرفها تمام نشوند                                   |
| من ایسته‌ییرم:                             |  | من می خواهم:                                       |
| یانقین لار سؤنسون                         |  | شعله های آتش خاموش شوند                            |
| اومودلر سؤنمه سین                         |  | اما شعله های امید نه                               |
| میوه لر دئیسین اؤز فصلینده                |  | میوه ها در فصل خود برسند                           |
| اوره کلره سؤز دئیمه سین                   |  | سخنی دلها را نرنجاند                               |
| هر شئی اینسانا باخسین اینسان اله باخماسین |  | هر چیزی محتاج انسان باشد اما انسان محتاج کسی نباشد |
| من ایستیره م سئوینج ، سعادت بول اولسون    |  | من می خواهم عشق و سعادت زیاد باشد                  |
| اوره کده ن اوره که ، اؤلکه ده ن ، اؤلکویه |  | از دل به دلی ، از سرزمینی به سرزمینی دیگر          |
| آچیق یول اولسون                           |  | راه‌ها باز باشند.                                   |

## آثار
برخی از آثار مشهور رسول رضا:سنده قالماز با صدای رشید بهبدوف

## پیوند به‌بیرون
- صفحه ویکی‌پدیای ترکی آذربایجانی: Rəsul Rza
- صفحه ویکی‌پدیای انگلیسی: Rasul Rza